# Jerónimo de Bobadilla
Jerónimo de Bobadilla (Sevilla, 1640-Sevilla, 1709) fue un pintor barroco español, discípulo de Francisco de Zurbarán.

## Biografía
Según Antonio Palomino, que le dedicó una biografía de cierta extensión y en muchos aspectos encomiástica, habría nacido en Antequera (donde vivió algún tiempo y contrajo matrimonio en 1659) y se crio en Sevilla en la escuela de Zurbarán, donde adelantó mucho en la pintura de perspectivas con figuras de mediano tamaño. Su habilidad en ese género de figuras pequeñas habría hecho que Murillo le encargase algunos trabajos, de los que decía que parecían tener «cristal por encima» debido a su modo de aplicar el color, con mucha pasta y muy apretada, que parecía más bruñida que pintada, y por los barnices diáfanos y secantes que empleaba. 
Se incorporó a la academia de dibujo fundada por los pintores sevillanos en 1660 y según Ceán Bermúdez contribuyó a su sostenimiento de 1666 a 1672. Reunió además en su casa gran número de modelos y figuras de academia y dibujos propios y ajenos, de forma que «su casa toda era un camarín continuado de cosas del estudio de la Pintura».

## Obra
De sus escasas obras conocidas destaca un dibujo de San José con el Niño en brazos firmado en 1685 (Kunsthalle de Hamburgo) dado a conocer por August L. Mayer, quien advertía cercanía estilística a Murillo, y cuatro lienzos con motivos de la infancia de Cristo enteramente zurbaranescos, conservados en colecciones privadas malagueñas y firmados en el reverso con la anotación de que fueron vendidos cada uno por 180 reales. El Museo del Hermitage además le atribuye de antiguo un lienzo de la Virgen con el Niño Jesús dormido, fechado en 1668, de atenuado tenebrismo, réplica casi literal de la Virgen de Belén de Murillo (Portland Art Museum).